# Anton Tak
Anton Tak (Oud Gastel, 10 maart 1968) is een Nederlands voormalig professioneel wielrenner. Hij reed in 1991 een half seizoen op stage bij het Belgische Tulip Computers. Op zijn palmares staan voornamelijk criteriums, maar ook een etappe in de Ronde der Kempen (1990) en het eindklassement van Olympia's Tour (1991).
Anton Tak is een neef van oud-wielrenner Ad Tak.

## Overwinningen
1989
- Ronde van Zuid-Friesland
- Ronde van Oud-Vossemeer

1990
- 1e etappe Ronde van de Kempen
- Criterium van Domburg (Amateurs)
- Criterium van Sint Maartensdijk (Amateurs)
- Criterium van Burgh-Haamstede (Amateurs)
- Criterium van Zierikzee

1991
- Olympia's Tour

1992
- Criterium van Vlissingen (Amateurs)

## Grote ronden
Geen